# Distrito Federal, Chiapas
Distrito Federal är en ort i Mexiko.   Den ligger i kommunen Chiapa de Corzo och delstaten Chiapas, i den sydöstra delen av landet, 700 km öster om huvudstaden Mexico City. Distrito Federal ligger 450 meter över havet och antalet invånare är 744.
Terrängen runt Distrito Federal är kuperad åt sydväst, men åt nordost är den platt. Runt Distrito Federal är det ganska tätbefolkat, med 70 invånare per kvadratkilometer. Närmaste större samhälle är Suchiapa, 8,8 km nordväst om Distrito Federal. Omgivningarna runt Distrito Federal är en mosaik av jordbruksmark och naturlig växtlighet.